# Ebbinghof
Ebbinghof ist ein Ortsteil der Stadt Schmallenberg im Hochsauerlandkreis in Nordrhein-Westfalen.

## Geografie

### Lage
Das Dorf liegt rund zwei Kilometer nördlich von Schmallenberg und rund 2,5 km östlich von Berghausen. Um den Weiler liegt das Landschaftsschutzgebiet Offenland um Ebbinghof.

### Nachbarorte
Angrenzende Orte sind Altenhof, Bad Fredeburg, Berghausen, Gleidorf, Obringhausen, Schmallenberg und Wormbach.

## Geschichte
Der Einhof Ebbinghof wurde 1284 erstmals genannt. Volkmar von Ebinchoven war damals Zeuge einer Grafschafter Urkunde. Das zur Burg Fredeburg lehnshörige Gut gehörte den Kölner Erzbischöfen, die ihren Vogt darauf wohnen ließen. Es hieß von jeher das Foygedes oder Voigedes Gut, wonach die Familie des freien Lehnsmannes den Beinamen Viogedes oder Vogt führte. In anderen Quellen gibt es keine Belege für die Existenz eines Einhofes.
Ein zweites Gut, der sogenannte Bolzen Hof, wurde vor 1500 erwähnt.
Bis zu kommunalen Neugliederung in Nordrhein-Westfalen gehörte Ebbinghof zur Gemeinde Wormbach. Seit dem 1. Januar 1975 ist Ebbinghof ein Ortsteil der Stadt Schmallenberg.

## Religion

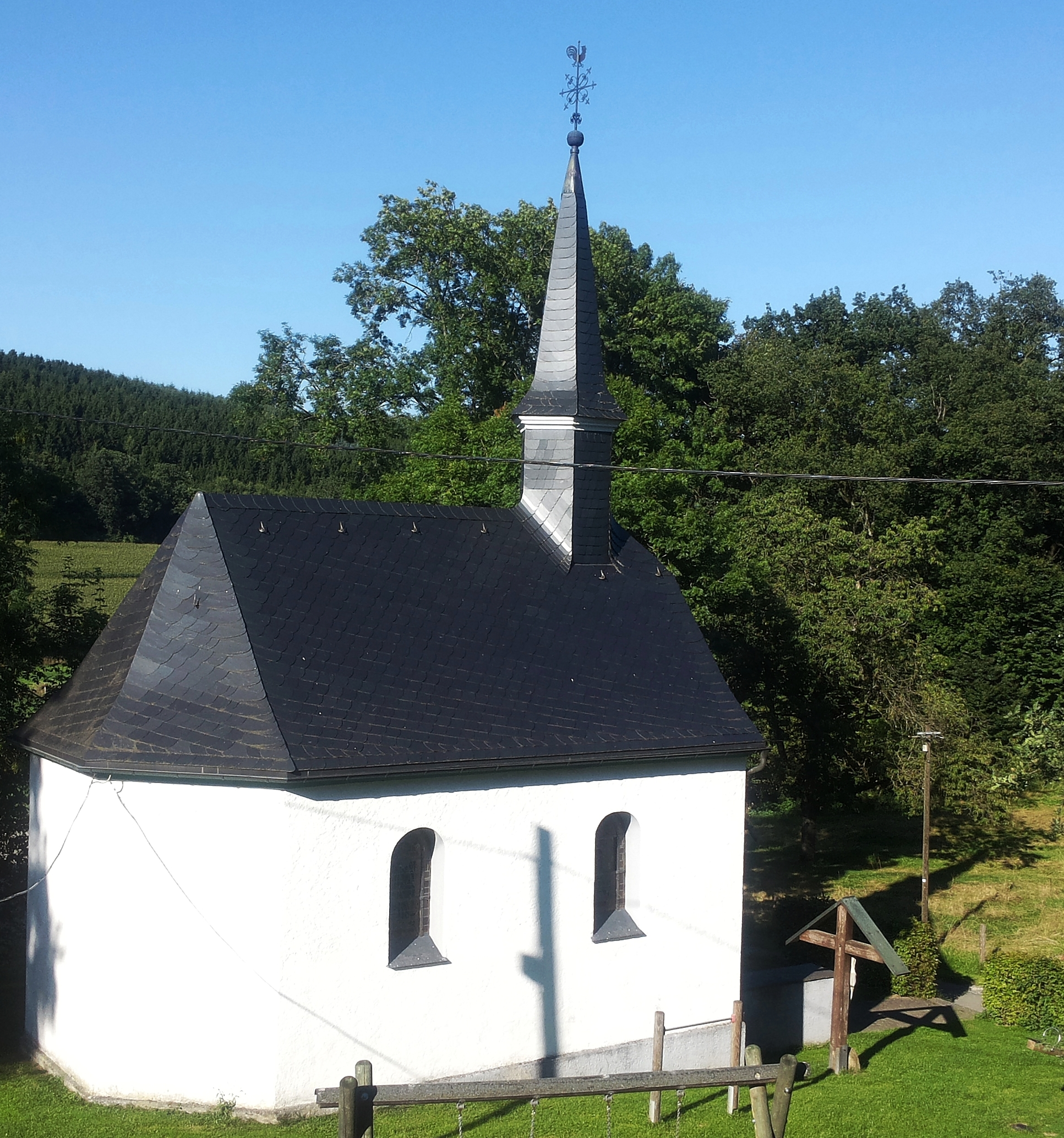
Kapelle St. Laurentius

Die erste Kapelle im Ort war dem hl. Antonius der Einsiedler und der hl. Luzia gewidmet und stammt aus dem Jahre 1610. Sie wurde von den Besitzern des Vogtschen Gutes errichtet. Nach einem Eigentümerwechsel im Jahre 1888 begann zwei Jahre später ein Streit zwischen dem neuen Eigentümer und den übrigen Dorfbewohnern um das Benutzungsrecht der Kapelle vor dem Amtsgericht Fredeburg. Die Auseinandersetzung endete am 28. März 1894. Das Amtsgericht entschied zugunsten der Kläger. 1913 kam es zu einem erneuten Eigentümerwechsel. Zur Vermeidung weiterer Schwierigkeiten planten die Dorfbewohner daraufhin einen Kapellenneubau an anderer Stelle. Nach einer Sammlung wurde am 9. Dezember 1915 die neue Kapelle an dem zuvor erworbenen Platz errichtet. Sie steht seitdem in der Dorfmitte und ist St. Laurentius gewidmet. Die neue Kapelle wurde unverändert der alten Kapelle nachgebildet erhielt jedoch zusätzlich einen kleinen Eingangsvorbau. Der kunstvolle Altar wurde nach einem Entwurf des Aachener Dombaumeister Josef Buchkremer angefertigt.

## Tourismus
Neben der Landwirtschaft leben die Einwohner vom Tourismus. Seit 1976 wird alle drei Jahre auf einem Dorffest der Bürgermeister von Ebbinghof gewählt. Alle fünf Höfe bieten Urlaubsmöglichkeiten an.

## Bio-Energiedorf
Der Klimaschutzpreis der Stadt Schmallenberg und der RWE ging im Jahr 2009 an Ebbinghof. Der Ort nutzt schon seit einigen Jahren Sonnenenergie (Photovoltaik) und Wärmeenergie (Holz-Hackschnitzel) und neuerdings auch eine Biogasanlage. Die beiden Windräder wurden 2014 wieder abgebaut. Aktuell produziert das Dorf mehr Strom als es verbraucht.
Ebbinghof ist das erste Bio-Energiedorf in Nordrhein-Westfalen. Mit Photovoltaikanlagen und Biogas versorgt das Dorf nicht nur die eigenen Höfe mit Strom und Wärme, sondern auch eine Schule und das SauerlandBad in Schmallenberg sowie Unternehmen in Schmallenberg und Bad Fredeburg.

## Söhne und Töchter des Ortes
- Ursel vom Gerwenhof (* vor 1600; † um 1630), Opfer der damaligen Hexenverfolgung
- Alfred Voß (* 1945), Energiewissenschaftler